# La Guéroulde
La Guéroulde foi uma antiga comuna francesa na região administrativa da Normandia, no departamento de Eure. Estendia-se por uma área de 11,31 km². Em 2010 a comuna tinha 781 habitantes (densidade: 69,1 hab./km²).
Em 1 de janeiro de 2016, foi incorporada à comuna de Breteuil.